# Орден за изкуство и литература
Орденът за изкуство и литература (на френски: Ordre des Arts et des Lettres) е висше френско държавно отличие.
Учредено е на 2 май 1957 година. Присъжда се за „значителни заслуги към обогатяването на френското културно наследство“. Орденът има 3 степени: commandeur (командирска), officier (офицерска) и chevalier (кавалерска).

## Галерия
- Писателят Рей Бредбъри с командирския орден през 2009 година
- Актьорът Доналд Съдърланд с командирската значка на ревера